# El robobo de la jojoya
El robobo de la jojoya es una película protagonizada por el dúo humorístico Martes y Trece y estrenada el 20 de diciembre de 1991. El rodaje comenzó el 3 de junio de 1991.

## Argumento
Dos hermanos planean cometer el robo de su vida, apoderándose de la joya el ojo de Nefertiti expuesta al público. Pero cuando ya han puesto manos a la obra se produce una refriega con cadáver incluido sobre el que termina desplomándose uno de los cacos.